# Майнас (провинция)
Майнас (исп. Maynas) — одна из 7 провинций перуанского региона Лорето. Является крупнейшей провинцией региона, площадь составляет 119 859 км². Столица провинции, а также всего региона Лорето — город Икитос. Граничит с Эквадором (на северо-западе), Колумбией (на севере и востоке), а также с провинциями Марискал-Рамон-Кастилья и Рекена (на юге) и провинцией Лорето (на юго-западе).

## Население
Население по данным на 2005 год составляет 536 423 человека. Средняя плотность населения — 4,48 чел/км². Для 96 % населения родным языком является испанский, распространены также кечуа (2 %) и другие индейские языки (0,8 %). Доля лиц в возрасте до 20 лет — 54,1 %; в возрасте более 65 лет — 3 %.

## Административное деление
В административном отношении делится на 13 районов:
- Икитос
- Альто-Нанай
- Фернандо-Лорес
- Индиана
- Лас-Амазонас
- Масан
- Напо
- Пунчана
- Путумайо
- Торрес-Каусана
- Белен
- Сан-Хуан-Баутиста
- Теньенте-Мануэль-Клаверо